# Uva (Sri Lanka)
Nota: Esta página se refere à província, para outros significados consulte Uva (desambiguação).

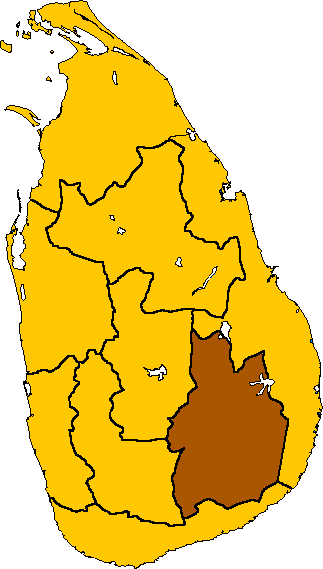
Uva

Uva é uma das 8 províncias do Sri Lanka, localizada no sudeste da ilha, sendo dividido em dois distritos o Badulla e Moneragala, tendo a capital da província a cidade de Badulla.
- Área:9 488 km²
- População:1 187 335

## Distritos
- Badulla
- Moneragala